# Anton Tomaschek

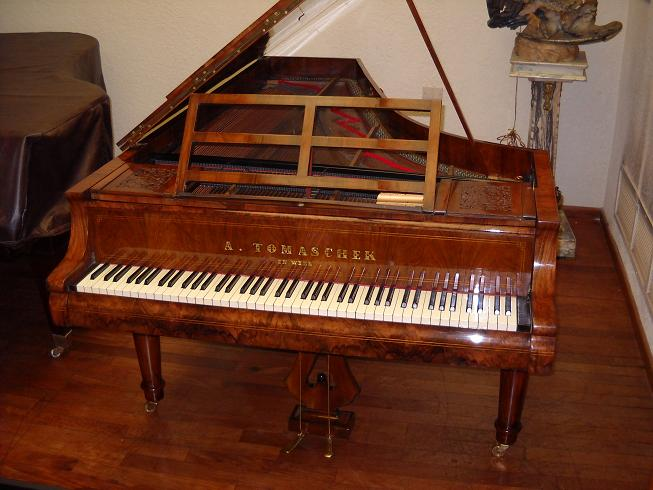
Ein Flügel von Anton Tomaschek

Anton Tomaschek (* 1806 in Straßnitz, Mähren; † 15. November 1857 in Wien) war ein Wiener Klavierbauer.

## Leben
Tomaschek stammte aus Mähren und erhielt 1831 in Wien eine Lizenz zum Bau von Klavieren. Bei der ersten Wiener Gewerbeausstellung 1835 beteiligte sich „Anton Tomaschek, Klaviermacher in Wien, neue Wieden, Lumpertsgasse Nr. 827“ (heute Kettenbrückengasse) mit einem „Klavier von Nußbaumholz mit elfenbeinerer Klaviatur“.
Am 14. August 1840 starb seine aus Pforzheim stammende Frau Elisabeth Tomaschek geb. Schober im Alter von 38 Jahren.
1845 bezog Tomaschek eine neue Werkstatt in Wieden, Heumühlgasse 920, „im eigenen Hause“. Die Wiener allgemeine Musik-Zeitung gab am 19. Juli 1845 bekannt, „Hr. Anton Tomaschek“ sei „in neuester Zeit durch die Verfertigung der Physharmonika-Claviere im musikalischen Publikum nicht unbekannt“.
Tomaschek starb am 15. November 1857 in seinem Haus in der Heumühlgasse 920 „an der Gehirnlähmung“.
Im August 1858 zog sich auch der Bruder Christian Tomaschek aus dem Geschäft zurück. Die Fabrik wurde nun von seinem Neffen Wenzel Tomaschek übernommen.

## Würdigung
Von Anton Tomaschek sind noch zahlreiche Instrumente erhalten, die bis heute in Musikinstitutionen, Privatsammlungen und Konzertsälen auf der ganzen Welt aufbewahrt werden. Sie werden besonders für die authentische Wiedergabe von Musik der Wiener Klassik gern verwendet und sind sehr geschätzt. Von der Mechanik sowie vom Klang her sind sie denen anderer Klavierbauer dieser Zeit durchaus vergleichbar, teilweise überlegen. Zu nennen sind die Instrumente von Johann Andreas Stein, Anton Walter, Joseph Brodmann, Conrad Graf, Nannette Streicher und Johann Baptist Streicher.